# Questo sangue che impasta la terra
Questo sangue che impasta la terra è un romanzo di genere giallo degli scrittori italiani Francesco Guccini e Loriano Macchiavelli.

## Trama
L'ex maresciallo Santovito viene coinvolto in un'indagine sull'assassinio di un giovane in un paese impervio dell'Appennino emiliano. La prima pista porta a dei giovani del paese, ma poi i sospetti si spostano a Bologna….
Nella vicenda si intrecciano vicende di terrorismo, di vita di montagna e di paese e di città, di lotta armata e di campi paramilitari.

## Edizioni
- Francesco Guccini, Loriano Macchiavelli, Questo sangue che impasta la terra, collana Oscar Bestsellers, Arnoldo Mondadori Editore, 2002,  pp. 249, cap. 30 con 9 intermezzi, ISBN 88-04-50500-1.